# Pseudopolydora corniculata
Pseudopolydora corniculata is een borstelworm uit de familie Spionidae. Het lichaam van de worm bestaat uit een kop, een cilindrisch, gesegmenteerd lichaam en een staartstukje. De kop bestaat uit een prostomium (gedeelte voor de mondopening) en een peristomium (gedeelte rond de mond) en draagt gepaarde aanhangsels (palpen, antennen en cirri).
Pseudopolydora corniculata werd in 2000 voor het eerst wetenschappelijk beschreven door Radashevsky & Hsieh.